# Alanje
Pel municipi de la província de Badajoz, vegeu Alange
Alanje és un corregiment o ciutat capçalera del districte d'Alanje a la província de Chiriquí, República de Panamà. La ciutat té 2.406 habitants (2010). Es troba en la riba del riu Chico, a uns 20 km de la capital provincial (David).